# جون هوف
جون هوف (بالإنجليزية: John Hough)‏ هو مخرج بريطاني، ولد في 21 نوفمبر 1941 في لندن في المملكة المتحدة.

## وصلات خارجية
- جون هوف على موقع IMDb (الإنجليزية)
- جون هوف على موقع ألو سيني (الفرنسية)
- جون هوف على موقع تيرنر كلاسيك موفيز (الإنجليزية)
- جون هوف على موقع أول موفي (الإنجليزية)
- جون هوف على موقع قاعدة بيانات الأفلام السويدية (السويدية)
- جون هوف على موقع إن إن دي بي (الإنجليزية)
- جون هوف على موقع قاعدة بيانات الفيلم (الإنجليزية)
- جون هوف على موقع كينوبويسك (الروسية)